# Psychotria tylophora
Psychotria tylophora är en måreväxtart som beskrevs av Wilhelm Sulpiz Kurz. Psychotria tylophora ingår i släktet Psychotria och familjen måreväxter. Inga underarter finns listade i Catalogue of Life.